# Ramapo
Ramapo (anciennement New Hampstead) est une ville (town) du comté de Rockland dans l'État de New York, aux États-Unis.
Le nom de la ville est d'origine algonquienne.
La population totale était de 126 595 habitants en 2010.
La ville est jumelée avec Makati (Philippines).